# Dmytro Szczerbakow
Dmytro Iwanowycz Szczerbakow, ukr. Дмитро Іванович Щербаков (ur. 3 października 1998 w Kijowie) – ukraiński hokeista.

## Kariera
- Sokił Kijów – grupy juniorskie (2010-2012)
- Akademija Kijów (2013-2014)
- MH Automatyka Stoczniowiec 2014 Gdańsk (2014-2016)
- MH Automatyka Stoczniowiec 2014 Gdańsk do lat 20 (2015-2016)
- MH Automatyka Gdańsk (2015-2018)
- PKH 2014 Gdansk do lat 20 (2016-2017)
- GKS Stoczniowiec Gdańsk (2019-2020)
- GKS Stoczniowiec Oliwa (2020-2021)

Początkowo trenował hokej na lodzie w rodzinnym Kijowie. W 2014 został zawodnikiem Pomorskiego Klubu Hokejowego 2014 w Gdańsku, działającego do 2016 pod szyldem MH Automatyka Stoczniowiec 2014 Gdańsk, a od 2016 jako MH Automatyka Gdańsk. W 2018 podjął starania o przyznanie polskiego obywatelstwa. Pod koniec grudnia 2018 odszedł z gdańskiej drużyny. Od tego czasu grał w GKS Stoczniowcu w I lidze, a w sezonie 2020/2021 w zespole GKS Stoczniowiec Oliwa w II lidze.
W barwach Ukrainy uczestniczył w turniejach mistrzostw świata juniorów do lat 18 edycji 2015 (Dywizja I), mistrzostw świata juniorów do lat 20 edycji 2016, 2017, 2018 (Dywizja I; w edycji 2018 był kapitanem kadry).

## Sukcesy
Klubowe
- Złoty medal I ligi polskiej: 2016 ze Stoczniowcem 2014 Gdańsk
- Awans do Polskiej Hokej Ligi: 2016 ze Stoczniowcem 2014 Gdańsk
- Złoty medal mistrzostw Polski juniorów: 2017 ze PKH 2014 Gdansk do lat 20

Indywidualne
- Mistrzostwa Świata Juniorów w Hokeju na Lodzie 2018/I Dywizja#Grupa B:
  - Najlepszy zawodnik reprezentacji w turnieju[5]